# 李晋奎
李晋奎（1935年2月—2020年9月11日），男，山西人，中华人民共和国建筑声学专家，清华大学建筑学院教授，一级注册建筑师。

## 生平
1953年考入清华大学建筑系。1958年参与清华大学国家大剧院设计项目声学模型研究。后考研究生深造，师从马大猷与汪坦，研究脉冲响应。1974年参与漓江剧院声学设计。1980年代参与编写《建筑声学设计手册》。1990年当选建筑物理学术委员会委员（2000年改称中国建筑学会建筑物理分会）。1992年晋升教授。1997年退休后，担任北京清华同衡规划设计研究院工程师。曾主持人民大会堂北大厅、福建大会堂、国家游泳中心（水立方）比赛大厅、教育部礼堂等建筑的声学设计工作。2020年9月11日在北京逝世。

## 出版物
- 秦佑国; 李晋奎 (编). . 清华大学建筑学术丛书. 北京: 中国建筑工业出版社. 1996. ISBN 7112028671.
- (美) 詹姆斯·考恩. . 由李晋奎等翻译. 北京: 中国建筑工业出版社. 2003. ISBN 7112059011.